# Harelbeke-Anversa-Harelbeke 1968
L'Harelbeke-Anversa-Harelbeke 1968, undicesima edizione della corsa, si svolse il 23 marzo su un percorso di 216 km, con partenza ed arrivo a Harelbeke. Fu vinta dal belga Jaak De Boever della squadra Smith's davanti ai connazionali Jos Huysmans e Herman Van Springel.

## Ordine d'arrivo (Top 10)
| Pos. | Corridore            | Squadra                   | Tempo    |
| ---- | -------------------- | ------------------------- | -------- |
| 1    | Jaak De Boever       | Smith's                   | 5h32'00" |
| 2    | Jos Huysmans         | Mann-Grundig              | s.t.     |
| 3    | Herman Van Springel  | Mann-Grundig              | a 50"    |
| 4    | Eric Leman           | Flandria-De Clercq-Kruger | s.t.     |
| 5    | Daniel Van Ryckeghem | Mann-Grundig              | a 1'50"  |
| 6    | Gerben Karstens      | Peugeot-BP-Michelin       | s.t.     |
| 7    | Valère Vansweevelt   | Smith's                   | s.t.     |
| 8    | Harry Steevens       | Willem II-Gazelle         | s.t.     |
| 9    | Jan Janssen          | Pelforth-Sauvage-Lejeune  | s.t.     |
| 10   | Wim Schepers         | Caballero                 | s.t.     |